# オバマを勝手に応援する会
オバマを勝手に応援する会（オバマをかってにおうえんするかい）は、「2008年アメリカ大統領選挙に米民主党の候補として立候補し、当選したバラク・オバマと名前が同じである」として福井県小浜市の一部市民有志が勝手に結成した会である。発足時はオバマ候補を勝手に応援する会であったが、2008年12月10日に名称変更された。

## 概要
会のホームページによると、2006年にバラク・オバマ（当時上院議員）が訪日した際に、税関職員から「私、小浜の出身なんです」と声をかけられたことが結成のきっかけであるとしている。
2007年1月、当時の小浜市長であった村上利夫は「小浜市の名前を広めてくれたお礼」として礼状と小浜市の英語版パンフレット、若狭塗の夫婦箸等をオバマへ送った。これに対して、オバマ（当時は民主党予備選候補）から礼状が来たり、大統領当選後、麻生太郎（当時首相）との電話会談で話題になったりしており、オバマ本人も小浜市の存在を認知している。
また、会から公認されたグッズとしてオバマの似顔絵をプリントしたTシャツや法被、ハチマキ、箸などが販売されている。なお、オバマのイラストは著作権登録されており、ホームページに「オバマ候補を勝手に応援する会が制作したロゴです。商品への転用はかたくお断りします」と記されている。
オバマの大統領就任式でフラダンスを踊ることを目指していたが、実現しなかった。さらにオバマへの贈り物や口利きの取り次ぎを頼まれるなどしているが、会としては実際に取り次ぐ方法もなく困惑している状態である。
2009年11月、大統領就任後初のオバマ訪日に際し、会では大統領に会いたいと上京し、大統領と同じホテルに宿泊し機会を待ったが、直接の対面はかなわなかった。しかし、リムジンのガラス越しではあったが、4mほどの距離で2度も遭遇しており、大統領も通りすぎる車の中で後ろを振り返るほどの様子で手を振ってくれるなど、お互いに認知し合う間柄となった。そして、遭遇した10分後に行われたサントリーホールでの講演で、大統領の口から「I could not come here without sending my greetings and gratitude to the citizens of Obama, Japan」（私は、小浜市民の皆さんに、私のご挨拶と感謝の言葉を伝えることなくしては、ここに来ることはできませんでした）という言葉が飛び出した。小浜市とオバマを勝手に応援する会が、大統領に認知されている事を証明する、初めての公式な機会となった。
しかし、オバマが2014年4月23日から2泊3日の日程で訪日した際は、市長（松崎晃治）は特にアクションを行わず、また地元ニュースでも扱われず、地元紙である福井新聞も記事にしなかった。一方、同じ小浜の名前の長崎県小浜町は歓迎ムードに湧いた。オバマを勝手に応援する会のホームページは、2011年7月を最後に更新されていない。
2017年1月14日に、オバマ大統領退任にあたり「ありがとう、オバマ大統領」と銘打った感謝イベントを小浜市まちの駅・旭座で開催した。
「オバマフィーバー」は、「OBAMAフィーバー」として世界にニュースが配信され、小浜市の知名度アップにつながった。